# Egerland
Egerland (tjekkisk: Chebsko) er en historisk region i det nordvestlige hjørne af Böhmen i Tjekkiet ved grænsen til Tyskland. Regionen har sit navn efter byen Eger, der på tjekkisk hedder Cheb. På tysk er Eger ligeledes navnet på regionens største flod (tjekkisk: Ohře).
Oprindeligt udgjorde regionen mindre end 1.000 km² omkring byen Cheb. Under 2. verdenskrig blev området under tysk besættelse (som en del af Sudeterlandet) udvidet til et areal på 7.466 km² og inkluderede gamle böhmiske territorier med byer som Karlovy Vary (Karlsbad) og Tachov (Tachau) samt helt op til grænsen til Plzeň (Pilsen).
Byen Cheb (og det gamle Egerland) ligger i dag i regionen Karlovy Vary.
50°04′47″N 12°22′26″Ø / 50.0796347°N 12.3739219°Ø